# Guazapa
Guazapa es un distrito del municipio de San Salvador Norte en el departamento de San Salvador, El Salvador. Según el censo oficial de 2024, tiene una población de 25 344 habitantes.
| Censo | Población | Cambio | Porcentaje |
| ----- | --------- | ------ | ---------- |
| 2007  | 22 906    | N/D    | N/D        |
| 2024  | 25 344    | 2 438  | 10.6%      |

## Toponimia
El topónimo Guazapa podría tener varios significados: "Río del halcón reidor", Río de los guaces", "Río que seca", "Peñón de los pitos", "Peña sonora", "Río que pita", o "Río de los pitos". "Guazapa" proviene de las raíces náhuat huatza que significa "secarse" y apan que significa "río"; o de guaz que significa "ave migratoria" y apa que significa "río".
A través de los años ha sido conocido como Gualcapa (1570), San Miguel de Guazapa (1740), y Guazapa (1807).

## Geografía
El distrito cubre un área de 63,65 km² y la cabecera tiene una altitud de 430 m s. n. m.. 
Los distritos adyacentes con los que limita son: al norte con Aguilares y Suchitoto (departamento de Cuscatlán); al este con Suchitoto y San José Guayabal (ambos del departamento de Cuscatlán); al sur con Tonacatepeque y Apopa; y al oeste con Nejapa y Aguilares.

## Orografía
Las elevaciones más notables en el distrito son: la montaña El Infiernillo y las lomas El Cortez, Del Bonete, De Ramos, De La Ceibita, El Sincuyal y Alta de Mecapal. 
Al costado oeste de la ciudad, se encuentra el Cerro de Guazapa (que también abarca los municipios de Suchitoto, y San José Guayabal), el cual en tiempos del conflicto armado en la década de los ochenta, las fuerzas rebeldes se posesionaron de dicho volcán, a los cuales les sirvió de refugio. 

## Hidrografía
Riegan el distrito los ríos Guazapa, Acelhuate, Guaycume y Chamulapa; y las quebradas El Agua Hedionda, Los Cubos, El Jute, El Achiotal, El Infiernillo, El Flor o Las Lajas, El Tempisque, El Sincuyal, Presto Se Seca, El Zapote, El Panchal, Azul, Amachila y La Finca.

## Historia
Guazapa era un asentamiento precolombino pipil. Perteneció al Partido de San Salvador, y en la época republicana al distrito homónimo entre 1824 y 1835. Posteriormente pasó al distrito de Suchitoto.
El alcalde electo para el año de 1863 era el señor don Juan Rivera.
El alcalde electo para el año de 1872 era don Pedro Melara.
El alcalde electo para el año de 1873 era don Luis Quiroa.
Para 1890 apareció como pueblo del distrito de Apopa, y después lo fue de Tonacatepeque. 
En el 20 de abril de 1893, durante la administración del presidente Carlos Ezeta, la Secretaría de Instrucción Pública y Beneficencia, a propuesta del director general de Educación Pública, acordó el establecimiento de escuelas mixtas en los valles de Loma de Ramos, San Jerónimo y Santa Bárbara, cuyas dotaciones eran 15 pesos mensuales cada una.
El 15 de julio de 1918 obtuvo el título de ciudad, durante la administración del entonces presidente Carlos Menéndez.

### Guerra civil
Los años de la guerra civil fueron tiempos muy difíciles en El Salvador. Enfrentamientos, bombas y tiroteos eran cosa cotidiana. Hasta San Salvador se escuchaba a diario el retumbar de las bombas lanzadas por el Ejército El Cerro de Guazapa, 30 kilómetros al norte, en el que fuera estratégico bastión de los rebeldes a lo largo de doce años. Guazapa fue escenario de múltiples bombardeos e incursiones militares en el afán del Ejército de recuperar ese territorio. Muchas historias se originaron en estas montañas. Historias de traición y de heroísmo, historias de abuso y de valor, historias de injusticia y de hermandad, contadas después de la guerra por quienes las vivieron.

## Caminata de Historia y Naturaleza
Consiste en un paseo por los senderos de la montaña del Volcán Guazapa, recorriendo excampamentos de la guerrilla, trincheras, tatús (refugios utilizados durante el conflicto por los habitantes) y refugios antiaéreos utilizados por la guerrilla durante el pasado conflicto armado, además se puede apreciar abundante naturaleza del lugar el tour se realiza a media altura del volcán (700 m s. n. m.) y tiene una duración aproximada entre 3 y 4 horas. Se puede observar la marca que dejó el bombardeo que se generó en el año 1984 este es un cráter formado por los impactos de ese año. También se puede observar lo que quedó de la iglesia católica, eso es lo único que quedó después de lo ocurrido.

## Fiestas Patronales
Las fiestas patronales son celebradas del 19 al 29 de septiembre, en honor a San Miguel Arcángel.

## Fiestas Copatronales
Las fiestas Copatronales se celebran del 25 al 29 de abril, en honor al mártir dominico San Pedro de Verona.

## Santuario Mariano
En dicho distrito existe un lugar en donde se dice que la Virgen María, bajo la advocación de Nuestra Señora de Candelaria, se apareció a unas niñas de la localidad, la fiesta atrae a nacionales como extranjeros; se celebra cada 2 de febrero, y es de mucha concurrencia en la zona. 
Desde 1989, los fieles se congregan los días martes para realizar vigilias en honor a la Virgen María.

## Personas destacadas

### Antonio García Ponce
Antonio García Ponce, nacido un 18 de agosto de 1938 en Guazapa, es considerado como uno de los pintores de El Salvador más importantes, gracias a su distinguida trayectoria, entre diferentes géneros pictóricos. Además, el pintor salvadoreño fue condecorado como “Distinguido Artista de El Salvador” por los méritos obtenidos durante su trayectoria en el ámbito de las artes plásticas. Su pintura ha sido estudiada a nivel nacional e internacional.

### Silvio Romero Aquino
Silvio Romero Aquino, nació el 30 de junio de 1949. Fue apodado como el "Cañón de Guazapa" en su carrera como delantero. El jugador estuvo en las filas de equipos como el Cruzeiro de la Liga Media, el Juventud Olímpica y también en el Alianza. Además, jugó con la Selección de El Salvador en las eliminatorias para la Copa Mundial de 1978 donde anotó un gol.